# Jacques Antoine Hippolyte de Guibert
Jacques Antoine Hippolyte de Guibert, francoski maršal in akademik, * 1743, † 1790.